# Hezekiah
Hezekiah oder Hezqeyas (* vor 1789; † 13. September 1813) war vom 26. Juli 1789 bis Januar 1794 Negus Negest (Kaiser) von Äthiopien sowie ein Mitglied der Solomonischen Dynastie. Er war der Sohn von Iyasu III.
Hezekiah rückte gemeinsam mit seinen Hauptmännern gegen Gonder und den regierenden Kaiser Tekle Giyorgis vor. Dieser war zu jener Zeit damit beschäftigt, Aufstände in mehreren Regionen niederzuschlagen. Als Tekle Giyorgis die Armee Hezekiahs anrücken sah, kehrte er um und floh. Mit Hilfe des Ras Ali gelangte Hezekiah danach auf den Thron.
In den ersten Jahren seiner Herrschaft bot Hezekiah Unterschlupf für Selasse, der Tigray überfallen hatte. Daneben rückte Hezekiah auch gegen Sannaer vor, das er plünderte und verwüstete. Trotz dieser Zeichen militärischer Stärke, war seine Macht sehr beschränkt. Die königliche Chronik hält fest, dass zum Ende seiner Herrschaft, einer der Kriegsherren, Dejazmach Wolda Gabrael, Gonder betrat und, ohne Erlaubnis des Kaisers Hezekiah, Berufungen und Absetzungen vornahm. Einige Monate später gelangte der verärgerte Rittmeister Asserat in die Hauptstadt, um den Dejazmach zu vertreiben. In dem sich entwickelnden Kampfgetümmel entzündeten seine Männer den Gan Takal, einen Teil der königlichen Festung.
Der Reisende Henry Salt hält fest, dass bei seinem Besuch des nördlichen Teils Äthiopiens 1809/1810, Hezekiah noch stets am Leben war.
Der Frankfurter Wissenschaftler Eduard Rüppell brachte von einer seiner Äthiopienreisen mehrere Handschriften mit, die in der heutigen Universitätsbibliothek Frankfurt am Main ihren Platz fanden. Eine der Handschriften, ein Psalter, zeigt als einzige Illustration den Harfe spielenden König David, dem der Kaiser zu Füßen liegt.